# Wasserschloss (Medizin)

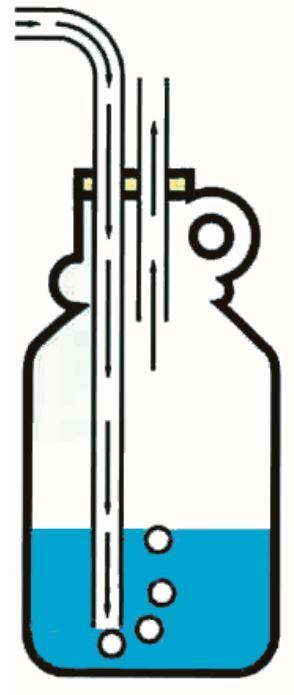
Das Wasserschloss einer Thoraxdrainage verhindert den Strom von Umgebungsluft in Richtung des Patienten. Der linke Schlauch führt zum Patienten. Das rechte Rohr des Behälters ist zur Umgebungsluft geöffnet. Bei Unterdruck im linken Schlauch verhindert das Wasser das Ansaugen von Umgebungsluft in Richtung des Patienten. Die Wasserfüllhöhe des Behälters bestimmt die maximale Höhe des Unterdrucks, bei dem ein Austausch von Gas durch das Wasserschloss verhindert werden kann.

Ein Wasserschloss ist ein technisches System, um den Gasaustausch zwischen zwei Räumen zu verhindern. Ein Wasserschloss findet in der Medizin bei bestimmten Pleuradrainagesystemen Anwendung, um einen gesundheitsschädlichen Zustrom von Umgebungsluft in den Pleuraraum zu verhindern. Der im Pleuraraum normalerweise herrschende subatmosphärische Druck ist für die Mechanik der Spontanatmung unerlässlich.
Bei einer Thoraxdrainage mit Wasserschloss liegt das eine Ende des Schlauches im Pleuraspalt des Patienten und das andere Ende in einem als Wasserschloss dienenden, mit Wasser gefüllten Behälter.

## Funktion
Eine Thoraxdrainage hat unter anderem die Aufgabe, Luft und Flüssigkeit aus dem Pleuraraum zu entfernen und zu verhindern, dass Luft dorthin zurück gelangt. 
Beim Ausatmen entsteht ein Überdruck im Brustkorb, der Luft und Flüssigkeit aus der Pleurahöhle entweichen und durch den Schlauch in den Behälter strömen lässt.
Unterstützt werden könnte der Vorgang durch einen auf den Behälter wirkenden Sog.
Andersherum kann die Luft nicht durch das Wasser(-schloss) und über den Drainageschlauch zurück in den Pleuraraum gelangen, da der in der Lunge erzeugte Unterdruck nicht ausreicht, das Wasser gegen die Schwerkraft bis in die Lunge zu saugen. Um dies sicherzustellen, muss sich das Gefäß durchweg unterhalb des Brustkorbs des Patienten befinden.